# 女性執事

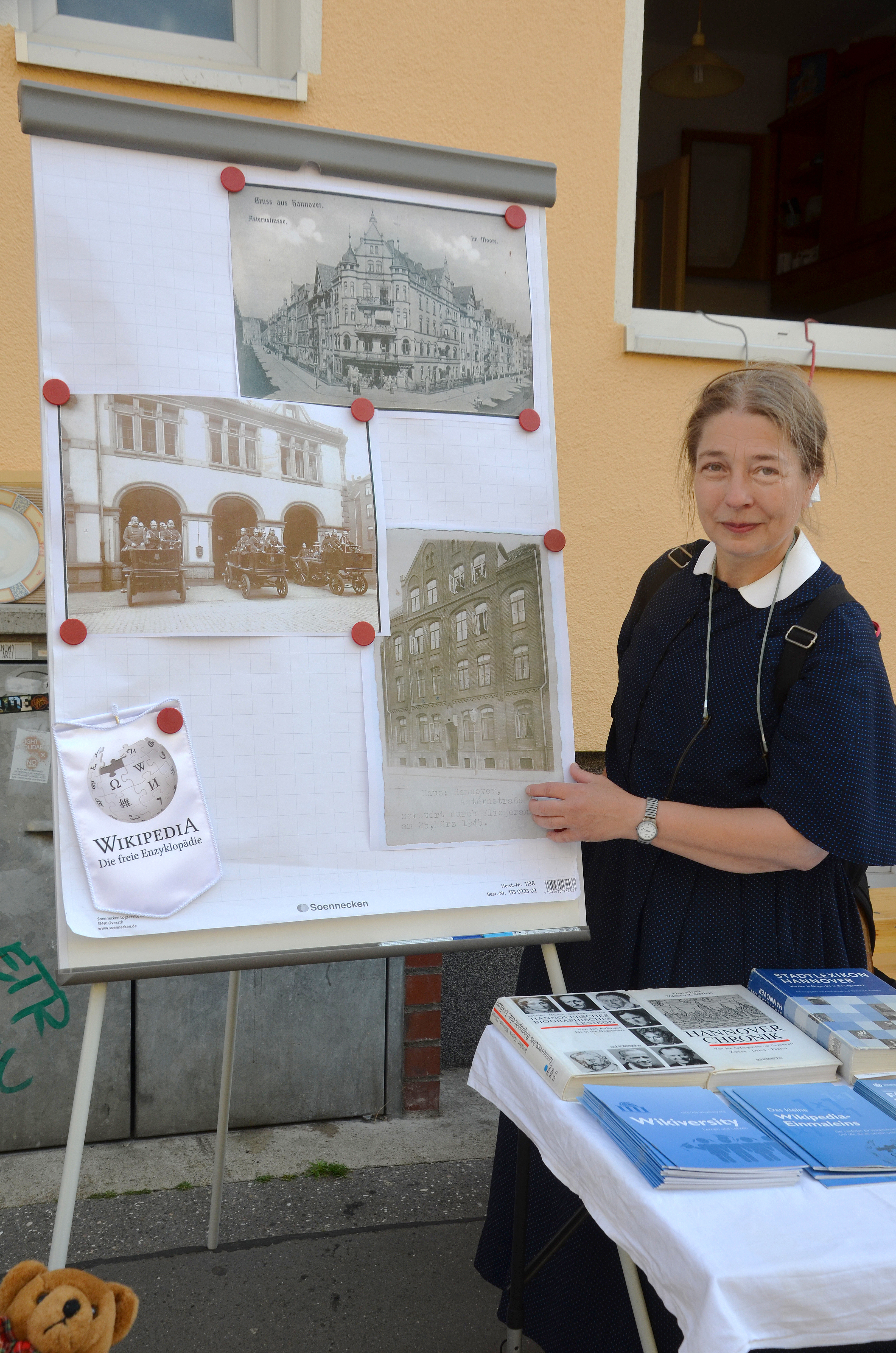
女性執事のドロテエ・パペ（ドイツ・レムフェルデにある「母の家」で）

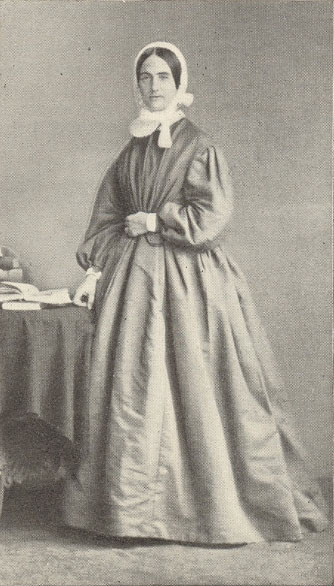
エリザベス・キャサリン・フェラード（イングランド教会初めての女性執事）

女性執事（じょせいしつじ、ドイツ語: Diakonisse、英語: Deaconess）または奉仕女、修女（日本聖公会の修士に対する）は、ドイツ語でディアコニッセ、英語ではディーコネスとも呼ばれ、キリスト教の精神を持って他に奉仕する女性である。男性はドイツ語ではディコーン、英語ではディーコンと呼ばれる。カトリック以外6	修士会・修女会のプロテスタントなどの宗派に所属して、カトリックの修道女に対応する働きをする。

## 概要
女性執事の務めは、プロテスタント、東方諸教会、東方正教会の一部の教会において、通常は任命職ではない人の務めであり、特に女性たちへの牧会に携わり、限られた典礼的役割を担うこともある。語源はギリシャ語のディアコノス(διάκονος)で、司祭を助ける「助祭」を意味し、キリスト教の新約聖書に頻繁に登場する。助祭のルーツは、イエス・キリストの時代から、西洋では13世紀まで遡る。ビザンチン時代初期から中期にかけてコンスタンチノープルとエルサレムに存在し、西ヨーロッパの教会にも存在していた可能性がある。ビザンチン時代初期から中期にかけてのビザンチン教会において、女性を含む助祭職は、聖職者の主要な非任命職の一つとして認められていたという考えを裏付ける証拠がある。
イギリスの分離主義者たちは、1610年代にアムステルダムの修道会で女性執事を復活させようとして失敗した。その後、1840年代にドイツのプロテスタントの間で近代的な女性執事の復活が始まり、北欧諸国、オランダ、イギリス、アメリカに広がった。ルター派は特に積極的で、彼らの貢献は多くの病院に見られる。これは、1836年に近代的な女性執事（ディアコネス）の制度がドイツの牧師テオドール・フリートナー（Theodor Fliedner）によって作られて、未婚で生涯独身のキリスト者女性が各種施設や教会で社会的奉仕に献身し、奉仕女はそれぞれ「母の家」（Mutterhaus）に属し，そこで訓練を受け，派遣され、彼女らの衣食住はすべて保証されるようになったからである。
この運動は1910年ごろにピークに達したが、その後、世俗化によってヨーロッパの宗教性が損なわれ、看護師やソーシャルワーカーの専門化によって若い女性に他のキャリアの機会が提供されたため、徐々に衰退していった。しかし、女性執事はルター派やメソジスト派などのキリスト教の教派で奉仕を続けている。女性執事は奉仕を始める前に女性執事として聖別される。

## 各国の状況

### 日本
日本では、第二次世界大戦後に女性執事（奉仕女）の制度を取り入れた例として、「べテスダ奉仕女母の家」（東京都練馬区、「かにた婦人の村」や『日々の聖句』関係の社会福祉法人）、「浜松ディアコニッセ母の家」（浜松市）がある。 なお、20世紀末になって、牧師を志す多くの女性が神学校卒業後に司祭の手前で執事として奉仕するようになったが、これは単に「女性の執事」と呼ぶ。

## 参照項目
- 母の家 (女性執事)
- 執事 (キリスト教)
- キリスト教と女性（英語版）
- 修道女 (カトリック)